# Oliver Stoll (Althistoriker)
Oliver Stoll (* 1964 in Worms) ist ein deutscher Althistoriker.
Oliver Stoll legte 1982 sein Abitur am Gauß-Gymnasium Worms ab. Es folgte 1983/84 der Wehrdienst. 1984 begann Stoll mit dem Studium der Klassischen Archäologie, der Alten Geschichte und der Vor- und Frühgeschichte sowie der Provinzialrömischen Archäologie an der Johannes Gutenberg-Universität Mainz und der Albert-Ludwigs-Universität Freiburg. In Mainz erfolgte 1992 die Promotion, das Thema der Dissertation war Die Skulpturenausstattung römischer Militäranlagen an Rhein und Donau: Der Obergermanisch-Rätische Limes. Seit 1991 und nach der Promotion arbeitete Stoll bei einem Verlag und war Volontär. 1992 wurde er wissenschaftlicher Angestellter am Institut für Agrar- und Wirtschaftsgeschichte der Universität Stuttgart-Hohenheim. 1995 wechselte er an das Institut für Alte Geschichte der Universität Mainz, 1997 wurde er dort Wissenschaftlicher Mitarbeiter im Sonderforschungsbereich 295 Sprachliche und kulturelle Kontakte. Dort arbeitete er bis 2002 und habilitierte sich 2001 mit der Arbeit Zwischen Integration und Abgrenzung. Die Religion des römischen Heeres im Nahen Osten. Studien zum Verhältnis von Armee und Zivilbevölkerung im römischen Syrien und den Nachbargebieten. Von 2003 bis 2006 war Stoll Stipendiat des Römisch-Germanischen Zentralmuseums in Mainz. Kurzzeitig wirkte Stoll danach im Jahr 2007 am Lehrstuhl für Alte Geschichte der Otto-Friedrich-Universität Bamberg und war Stipendiat der Gerda Henkel Stiftung, erhielt aber bald einen Ruf auf die althistorische Professur an der Universität Passau, wo er seit 2008 lehrt. Einen Ruf an die Universität Siegen hat er 2013 abgelehnt.
Stoll ist verheiratet mit der Klassischen Philologin Sabine Föllinger.
Oliver Stoll beschäftigt sich vor allem mit der antiken Militärgeschichte, der Technik-, Sozial- und Wirtschaftsgeschichte, der Kulturgeschichte der Antike. Religionsgeschichte, die Geschichte der römischen Provinzen sowie die antike Fachliteratur gehören ebenfalls zu seinen Forschungsthemen.

## Schriften
- Die Skulpturenausstattung römischer Militäranlagen an Rhein und Donau. Der obergermanisch-rätische Limes (= Pharos. Bd. 1). 2 Bände (Text und Katalog). Scripta-Mercaturae, St. Katharinen 1992, ISBN 3-928134-49-3 (Dissertation Universität Mainz 1992).
- als Herausgeber: Computer und Archäologie. Ausgewählte Beiträge zur projektbezogenen Anwendung, zu Erfahrungen und Perspektiven im Umgang mit der EDV im Bereich der archäologischen Wissenschaften (= Computer und Antike. Bd. 3). Scripta-Mercaturae, St. Katharinen 1994, ISBN 3-928134-85-X.
- Excubatio ad signa. Die Wache bei den Fahnen in der römischen Armee und andere Beiträge zur kulturgeschichtlichen und historischen Bedeutung eines militärischen Symbols. Scripta-Mercaturae, St. Katharinen 1995, ISBN 3-89590-009-5.
- Römisches Heer und Gesellschaft. Gesammelte Beiträge 1991–1999 (= Mavors. Bd. 13). Steiner, Stuttgart 2001, ISBN 3-515-07817-7.
- Zwischen Integration und Abgrenzung. Die Religion des römischen Heeres im Nahen Osten. Studien zum Verhältnis von Armee und Zivilbevölkerung im römischen Syrien und den Nachbargebieten (= Mainzer althistorische Studien. Bd. 3). Scripta-Mercaturae, St. Katharinen 2001, ISBN 3-89590-116-4 (Habilitation Universität Mainz, 2000/2001).
- mit Leonhard Schumacher (Hrsg.): Sprache und Kultur in der kaiserlichen Provinz Arabia. Althistorische Beiträge zur Erforschung von Akkulturationsphänomenen im römischen Nahen Osten (= Mainzer althistorische Studien. Bd. 4). Scripta-Mercaturae-Verlag, St. Katharinen 2003, ISBN 3-89590-140-7.
- Zum Ruhme Athens. Wissen zum Wohl der Polis. Xenophons Ideal einer Führungspersönlichkeit und Athens Reiterei im „Hipparchikos Logos“ (= Altertumswissenschaften, Archäologie. Bd. 3). Frank & Timme, Berlin 2010, ISBN 978-3-86596-314-7.
- Ehrenwerte Männer. Veteranen im römischen Nahen Osten der Kaiserzeit. Eine Studie zur Wirtschafts-, Sozial- und Kulturgeschichte der nahöstlichen Provinzen anhand papyrologischer und epigraphischer Quellen (= Altertumswissenschaften, Archäologie. Bd. 5). Frank & Timme, Berlin 2015, ISBN 978-3-7329-0175-3.
- mit Lena Meier (Hrsg.): Niederlagen und Kriegsfolgen – Vae Victis oder Vae Victoribus? Vom Alten Orient bis ins Europäische Mittelalter. Historische und Kulturhistorische Beiträge eines Passauer Workshops, 4. bis 6. Oktober 2015. Frank & Timme, Berlin 2016, ISBN 978-3-7329-0274-3.
- Vestigia Cladis – Roms Umgang mit militärischem Misserfolg. Niederlagen verdrängen, Siege betonen, Resilienz beweisen. Frank & Timme, Berlin 2019, ISBN 978-3-7329-9599-8.